# Cryptophaps poecilorrhoa
Il piccione scuro o piccione bruno codalunga di Sulawesi (Cryptophaps poecilorrhoa (Brüggemann, 1876)) è un uccello della famiglia dei columbidi,unica specie del genere Cryptophaps, endemico dell'isola indonesiana di Sulawesi.

## Distribuzione e habitat
È una specie endemica di Sulawesi dove è diffusa nelle foreste montane e nelle rade foreste di muschio fra i 1300-2000 metri d'altitudine.

## Descrizione

### Dimensioni
È un piccione di grandi dimensioni,con lunghezza variabile fra i 46-48 centimetri.

### Aspetto
Il piumaggio della testa e del collo e del petto è lilla-grigio. Il ventre è bruno con frange di colore ruggine. La parte superiore del corpo e delle ali è nerastro-marrone con una patina di colore verde oliva scuro. La coda è nera con le punte bianche. La pelle intorno agli occhi è di colore rosso.

## Sistematica
Non ha sottospecie è una specie monotipica.

## Conservazione
La dimensione globale della popolazione non è stata stimata, ma la specie è segnalata per essere diffusa, quindi è classificata come specie a rischio minimo di estinzione(LC).